# Bernay-Vilbert
Bernay-Vilbert – miejscowość i gmina we Francji, w regionie Île-de-France, w departamencie Sekwana i Marna.
Według danych na rok 1990 gminę zamieszkiwało 629 osób, a gęstość zaludnienia wynosiła 37 osób/km² (wśród 1287 gmin regionu Île-de-France Bernay-Vilbert plasuje się na 744. miejscu pod względem liczby ludności, natomiast pod względem powierzchni na miejscu 124.).